# Elocuencia

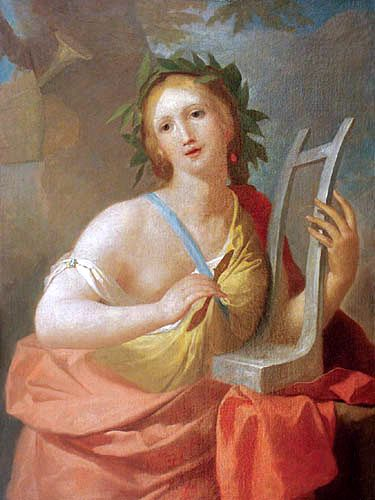
M. Bacciarelli: Calíope (Calliope).

La elocuencia (del latín eloquentia) es la capacidad de expresarse en público de forma elegante y persuasiva. Es además la aptitud de manifestar emociones y provocar en el oyente convicción, mediante la lengua hablada o escrita, de manera formal y apropiada para su comprensión.
El concepto de elocuencia surgió en la antigua Grecia. En la mitología griega, Calíope (una de las nueve hijas de Zeus y Mnemósine) era la rebelde de la poesía épica y la elocuencia. Asimismo, la elocuencia era considerada la forma más elevada de la política por los antiguos griegos.
El término «elocuencia» proviene de la raíz latina loqu o loc, que significa ‘hablar’. Así, ser elocuente es tener la capacidad de comprender y ordenar el idioma de tal manera que sea empleado de forma agradable y con gran poder de persuasión.

## Simbología
Se representaba a veces la elocuencia con una hermosa ninfa adornada con guirnaldas y coronada de perlas, teniendo un cetro en la mano y en la otra un libro abierto sobre el cual hay un reloj de arena. Otras veces se figura con una respetuosa matrona. La diadema que le ciñe la frente indica su dominio sobre los espíritus. El rayo y las flores que algunos ponen en una de sus manos demuestran la fuerza de la razón y el encanto de la misma que emplea con igual suceso. El caduceo, símbolo de la persuasión, yace a sus pies. Una columna rostral da la idea de la tribuna de las arengas en la cual se ven escritos los nombres de Demóstenes y de Cicerón. Algunas veces está armada de pies a cabeza como Atenea, y con uno de sus brazos arremangado hasta el codo arroja piedras, emblema de una elocuencia austera y rápida.
La elocuencia poética se expresa con el símbolo de Orfeo cuyos sonidos armoniosos traen y encadenan a sus pies a los animales más feroces. Cada género de poesía tiene una elocuencia que le es propia.